# Saint-Privé (Yonne)
Saint-Privé és un municipi francès, situat al departament del Yonne i a la regió de Borgonya - Franc Comtat. L'any 2007 tenia 549 habitants.

## Demografia

### Població
El 2007 la població de fet de Saint-Privé era de 549 persones. Hi havia 240 famílies, de les quals 68 eren unipersonals (36 homes vivint sols i 32 dones vivint soles), 88 parelles sense fills, 64 parelles amb fills i 20 famílies monoparentals amb fills.
La població ha evolucionat segons el següent gràfic:
Habitants censats

### Habitatges
El 2007 hi havia 363 habitatges, 244 eren l'habitatge principal de la família, 106 eren segones residències i 13 estaven desocupats. 352 eren cases i 2 eren apartaments. Dels 244 habitatges principals, 210 estaven ocupats pels seus propietaris, 32 estaven llogats i ocupats pels llogaters i 2 estaven cedits a títol gratuït; 6 tenien una cambra, 14 en tenien dues, 53 en tenien tres, 70 en tenien quatre i 101 en tenien cinc o més. 181 habitatges disposaven pel capbaix d'una plaça de pàrquing. A 119 habitatges hi havia un automòbil i a 98 n'hi havia dos o més.

### Piràmide de població
La piràmide de població per edats i sexe el 2009 era:
| Homes | Edats   | Dones |
| ----- | ------- | ----- |
| 0     | 95 o +  | 0     |
| 4     | 90 a 94 | 4     |
| 0     | 85 a 89 | 8     |
| 8     | 80 a 84 | 12    |
| 12    | 75 a 79 | 16    |
| 24    | 70 a 74 | 12    |
| 24    | 65 a 69 | 16    |
| 8     | 60 a 64 | 20    |
| 16    | 55 a 59 | 12    |
| 12    | 50 a 54 | 12    |
| 12    | 45 a 49 | 24    |
| 12    | 40 a 44 | 4     |
| 24    | 35 a 39 | 24    |
| 8     | 30 a 34 | 20    |
| 8     | 25 a 29 | 8     |
| 8     | 20 a 24 | 4     |
| 16    | 15 a 19 | 16    |
| 12    | 10 a 14 | 20    |
| 16    | 5 a 9   | 12    |
| 8     | 0 a 4   | 12    |

## Economia
El 2007 la població en edat de treballar era de 332 persones, 244 eren actives i 88 eren inactives. De les 244 persones actives 219 estaven ocupades (119 homes i 100 dones) i 25 estaven aturades (12 homes i 13 dones). De les 88 persones inactives 34 estaven jubilades, 14 estaven estudiant i 40 estaven classificades com a «altres inactius».

### Ingressos
El 2009 a Saint-Privé hi havia 235 unitats fiscals que integraven 511 persones, la mediana anual d'ingressos fiscals per persona era de 16.750 €.

### Activitats econòmiques
Dels 17 establiments que hi havia el 2007, 2 eren d'empreses alimentàries, 2 d'empreses de fabricació d'altres productes industrials, 4 d'empreses de construcció, 2 d'empreses de comerç i reparació d'automòbils, 2 d'empreses d'hostatgeria i restauració, 4 d'empreses de serveis i 1 d'una empresa classificada com a «altres activitats de serveis».
Dels 3 establiments de servei als particulars que hi havia el 2009, 1 era un guixaire pintor, 1 fusteria i 1 lampisteria.
L'únic establiment comercial que hi havia el 2009 era una fleca.
L'any 2000 a Saint-Privé hi havia 32 explotacions agrícoles que ocupaven un total de 2.136 hectàrees.

## Equipaments sanitaris i escolars
El 2009 hi havia una escola elemental integrada dins d'un grup escolar amb les comunes properes formant una escola dispersa.

## Poblacions més properes
El següent diagrama mostra les poblacions més properes.